# Сентин
Жозе́ф-Ксавье́ Бонифа́с (фр. Joseph-Xavier Boniface), известный под именем Сенти́н (Saintine; 10 июля 1798 года, Париж — 21 января 1865 года, там же) — французский романист и драматург, сочинивший около двухсот пьес и романов под разными псевдонимами: Saintine; X.B. Saintine; Joseph Xavier Saintine; Xavier.

## Биография и творчество
Успешно дебютировал сборником стихов «Bonheur de l’étude» и трогательным повествованием «Picciola» (1836; о графе Шарне, политзаключённом, содержащимся в Пьемонте), переведённым на многие языки; затем, обратившись к театру, сделался (под именем Ксавье, Xavier) одним из наиболее известных французских водевилистов.
Написал ещё:
- «Jonathan le visionnaire» (1825),
- «Le mutilé» (1834),
- «Les récits dans la tourelle» (1844),
- «Les trois reines» (1853),
- «Seul!» (1857),
- «La mythologie du Rhin» (1861),
- «Le chemin des écoliers» (1862),
- «La seconde vie» (1864),
- «Une maitresse de Louis XIII» (1846; в русском переводе — «Фаворитка Людовика XIII», СПб., 1862).